# Morsiglia
Morsiglia település Franciaországban, Haute-Corse megyében. Lakosainak száma 107 fő (2022. január 1.). Morsiglia Centuri, Pino, Luri, Meria és Rogliano községekkel határos.

## Népesség
A település népességének változása:
| Lakosok száma | 137  | 119  | 110  | 141  | 133  | 136  | 119  | 109  | 107  | 107  |
|               | 1968 | 1982 | 1990 | 2006 | 2013 | 2015 | 2017 | 2019 | 2020 | 2022 |